# 231省道 (江苏省)
江苏S231省道，又名阜泰线，是江苏省的一条重点纵向干线公路，北起阜宁，南至泰州市海陵区与 328国道相接，全长150公里。全线双向4车道一级公路。起于盐城市阜宁县，经建湖、兴化到泰州市海陵区。